# Chrysops facialis
Chrysops facialis är en tvåvingeart som beskrevs av Townsend 1897. Chrysops facialis ingår i släktet Chrysops och familjen bromsar. Inga underarter finns listade i Catalogue of Life.